# Calesse
Il calesse è un veicolo a due ruote per il trasporto di persone, generalmente trainato da un solo animale da tiro, evoluzione in veste lussuosa del barroccio, dal quale deriva. Il termine calesse trae origine da kolesa che in diverse lingue slave significa "ruote" o concetti analoghi.

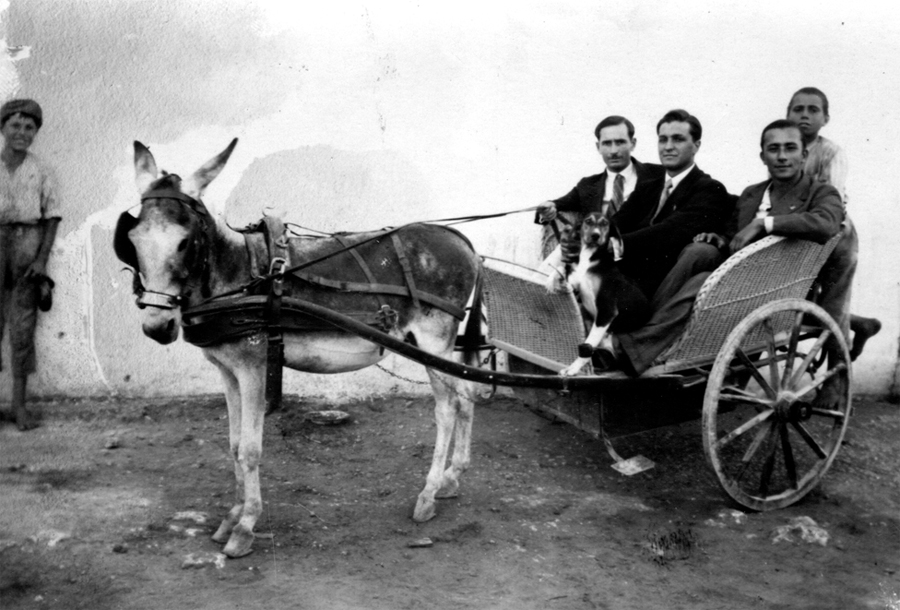
Un calessino trainato da somaro negli anni trenta

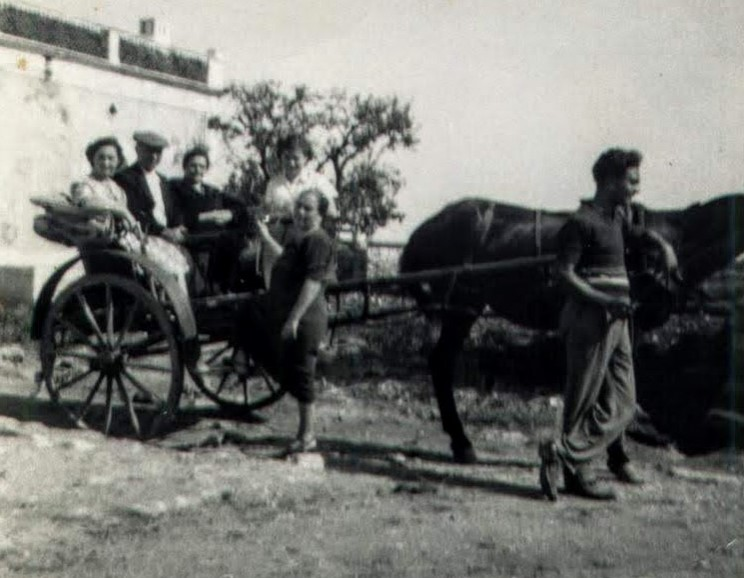
Calesse (anni '50)

## Storia e descrizione
D'uso comune fino alla prima metà del XX secolo, il calesse era il veicolo maggiormente utilizzato per gli spostamenti veloci con limitate quantità di bagagli o materiali. 
La presenza di due sole ruote comporta il necessario aggancio ai finimenti del cavallo o del Pony, al fine di assicurare la stabilità longitudinale del veicolo che, in caso di inutilizzo, si inclina ruotando sull'asse trasversale, fino a poggiare sul terreno il traverso posteriore. Per tale caratteristica è facilmente rimessabile in barchesse o porticati, nei quali sfrutta lo spazio in altezza.
In alcuni casi dotato di copertura retraibile detta "mantice", il calesse era il mezzo preferito da chi voleva percorrere velocemente i lunghi tratti che collegavano i fondi agricoli ad altri fondi viciniori o alle città.
Varianti del calesse sono la calessa e il calessino. La calessa, tipica del sud Italia, consiste in un robusto calesse di generose dimensioni, usato per il trasporto di molti passeggeri. Il calessino è un piccolo calesse particolarmente leggero, adatto ad essere trainato da animali di piccola taglia, oppure concepito per raggiungere alte velocità, in questo caso generalmente assumendo la denominazione di "padovanella".